# Цейония Плавция
Цейония Плавция (на латински: Ceionia Plautia) e римска аристократка от Нерво-Антониновата династия през 2 век.

## Произход
Дъщеря е на император Луций Елий и Авидия Плавция. Сестра е на Луций Вер, принц Гай Авидий Цейоний Комод и на Цейония Фабия. По майчина линия е внучка на Гай Авидий Нигрин и на Игнота Плавция от Фавенция, която преди това е омъжена за Луций Цейоний Комод, а след Нигрин се омъжва за Секст Ветулен Цивика Цериал (консул 106 г.).

## Фамилия
Цейония Плавция се омъжва за Квинт Сервилий Пудент, който е през 166 г. редовен консул и 180 г. е проконсул на Африка. Тя става майка на:
- Сервилия (* 145 г.), омъжена за Юний Лициний Балб (* 140 г.); майка на
  - Юний Лициний Балб (* 180; † 238, суфектконсул), женен за Меция Фаустина или Антония Гордиана, дъщеря на император Гордиан I, сестра на Гордиан II; баща на
    - Гордиан III